# Neophylax occidentis
Neophylax occidentis är en nattsländeart som beskrevs av Banks 1924. Neophylax occidentis ingår i släktet Neophylax och familjen Uenoidae. Inga underarter finns listade i Catalogue of Life.